# Мут (Єгипет)
Мут (араб. موط, з дав.-гр. Μωθις або єгипет. Mt) або Дахла (араб. الداخلة) — місто в мухафазі Нова Долина, Єгипет. У 2018 році його населення оцінювалося приблизно у 24 400 осіб.